# Jonna Mendes
Jonna Mendes (Santa Cruz, 31 marzo 1979) è un'ex sciatrice alpina statunitense specializzata nelle prove veloci.

## Biografia

### Stagioni 1995-1998
La Mendes, originaria di Heavenly Valley, esordì in gare FIS il 18 agosto 1994 a Coronet Peak, classificandosi 16ª in slalom gigante, e in Nor-Am Cup il 30 novembre seguente a Winter Park senza completare lo slalom speciale in programma. Il 5 dicembre 1996 conquistò a Lake Louise in discesa libera il suo primo podio nel circuito continentale nordamericano, classificandosi al 3º posto, e il 14 gennaio successivo debuttò in Coppa Europa, nella discesa libera di Pra Loup (39ª). Fece il suo esordio in Coppa del Mondo il 7 marzo 1997 nel supergigante di Mammoth Mountain, che chiuse al 31º posto,
Il 7 dicembre 1997 ottenne a Lake Louise in supergigante la sua prima vittoria in Nor-Am Cup; in seguito prese parte ai XVIII Giochi olimpici invernali di Nagano 1998, sua prima presenza olimpica, dove fu 17ª nella discesa libera, 32ª nel supergigante e 14ª nella combinata. Poco più tardi conquistò la medaglia d'argento nella discesa libera dei Mondiali juniores 1998.

### Stagioni 1999-2002
Alla sua prima partecipazione ai Campionati mondiali, Vail/Beaver Creek 1999, fu 25ª nella discesa libera, 26ª nel supergigante e 10ª nella combinata; in seguito ai Mondiali juniores di quell'anno vinse nuovamente la medaglia d'argento nella discesa libera.
Ai Mondiali di Sankt Anton am Arlberg 2001 si classificò 20ª nella discesa libera, 18ª nel supergigante e 9ª nella combinata, mentre ai XIX Giochi olimpici invernali di Salt Lake City 2002, sua ultima presenza olimpica, fu 11ª nella discesa libera e 16ª nel supergigante.

### Stagioni 2003-2007
Il 18 gennaio 2003 ottenne nella discesa libera dell'Olimpia delle Tofane di Cortina d'Ampezzo il suo miglior risultato in Coppa del Mondo, arrivando 5ª, mentre ai successivi Mondiali di Sankt Moritz conquistò il risultato più prestigioso della carriera: la medaglia di bronzo nel supergigante vinto da Michaela Dorfmeister davanti a Kirsten Clark; fu inoltre 6ª nella discesa libera. Il 20 dicembre 2003, ancora sulla Corviglia di Sankt Moritz, eguagliò il suo miglior piazzamento in Coppa del Mondo (5ª), sempre in discesa libera.
Alla sua ultima partecipazione iridata, Bormio/Santa Caterina Valfurva 2005, si classificò 12ª nella discesa libera. Disputò la sua ultima gara in Coppa del Mondo il 28 gennaio 2006 a Cortina d'Ampezzo (42ª in discesa libera); il 12 febbraio successivo ottenne a Big Mountain nella medesima specialità la sua ultima vittoria, nonché ultimo podio, in Nor-Am Cup e si congedò dalle competizioni in occasione di un supergigante FIS disputato a Breckenridge l'11 aprile 2007.

## Palmarès

### Mondiali
- 1 medaglia:
  - 1 bronzo (supergigante a Sankt Moritz 2003)

### Mondiali juniores
- 2 medaglie:
  - 2 argenti (discesa libera a Monte Bianco 1998; discesa libera a Pra Loup 1999)

### Coppa del Mondo
- Miglior piazzamento in classifica generale: 25ª nel 2003

### Coppa Europa
- Miglior piazzamento in classifica generale: 103ª nel 2000

### Nor-Am Cup
- Miglior piazzamento in classifica generale: 7ª nel 1999
- 16 podi:
  - 6 vittorie
  - 4 secondi posti
  - 6 terzi posti

#### Nor-Am Cup - vittorie
| Data             | Località         | Paese       | Specialità |
| ---------------- | ---------------- | ----------- | ---------- |
| 7 dicembre 1997  | Lake Louise      | Canada      | SG         |
| 7 dicembre 1997  | Lake Louise      | Canada      | SG         |
| 24 febbraio 1999 | Sugarloaf        | Stati Uniti | DH         |
| 1º aprile 2005   | Mammoth Mountain | Stati Uniti | DH         |
| 9 febbraio 2006  | Big Mountain     | Stati Uniti | SG         |
| 12 febbraio 2006 | Big Mountain     | Stati Uniti | DH         |

Legenda:

DH = discesa libera

SG = supergigante

### South American Cup
- Miglior piazzamento in classifica generale: 17ª nel 2001
- 1 podio:
  - 1 vittoria

#### South American Cup - vittorie
| Data              | Località | Paese | Specialità |
| ----------------- | -------- | ----- | ---------- |
| 1º settembre 2000 | Portillo | Cile  | SG         |

Legenda:

SG = supergigante

### Campionati statunitensi
- 13 medaglie[1]:
  - 5 ori (supergigante, slalom gigante nel 2001; slalom gigante nel 2002; discesa libera nel 2004; discesa libera nel 2005)
  - 3 argenti (discesa libera nel 1998; supergigante nel 2002; supergigante nel 2003)
  - 5 bronzi (slalom gigante nel 1996; discesa libera nel 1999; discesa libera nel 2001; discesa libera, slalom gigante nel 2003)